# Bischofshofen

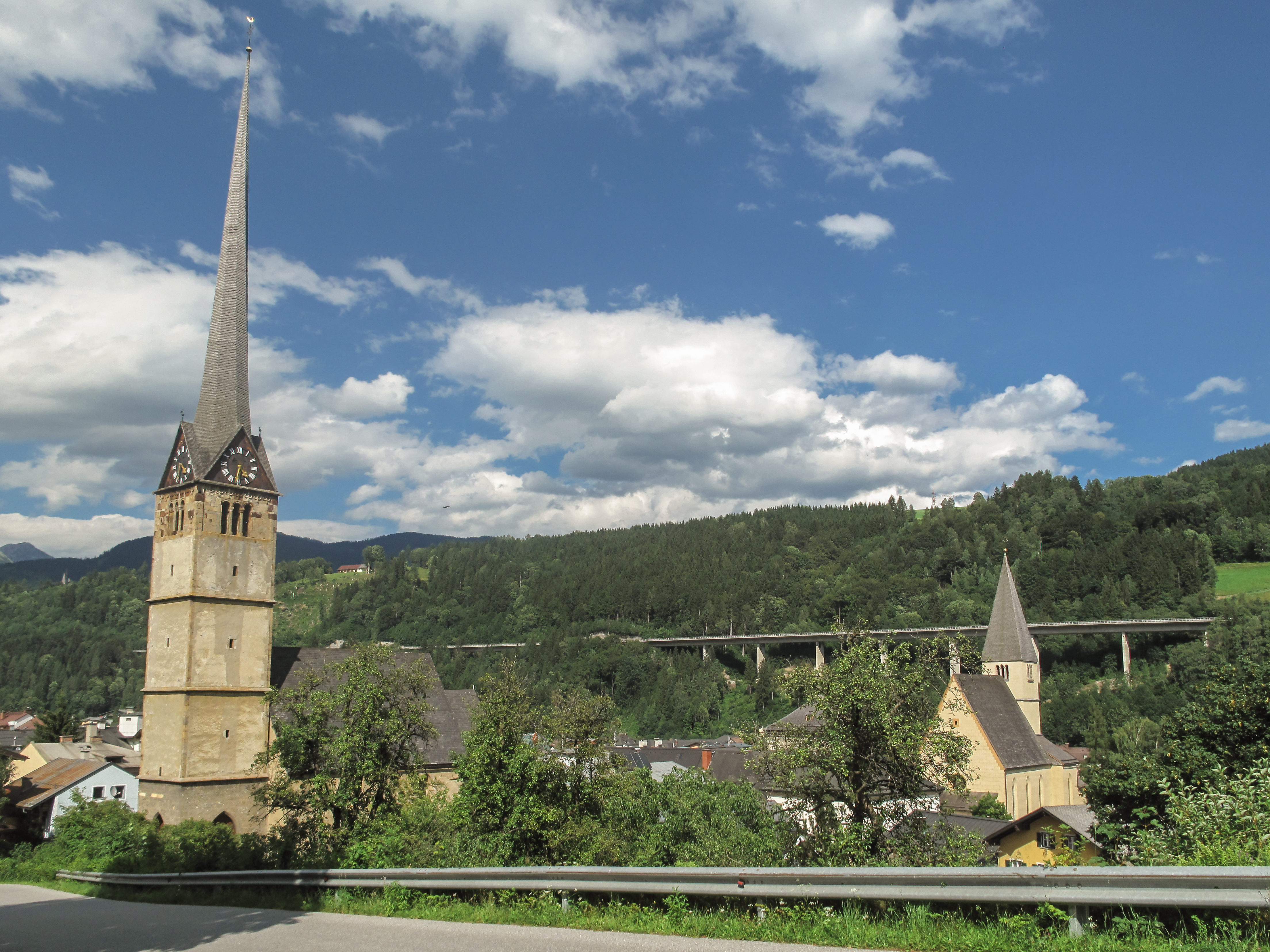
Bischofshofen, de twee kerken

Bischofshofen is een stad in het westen van Oostenrijk met ongeveer 10.000 inwoners. De stad ligt in het Salzburger Land in de regio Pongau.
De stad is onderdeel van een belangrijk spoorlijn netwerk en ligt aan de Tauernautobahn, een snelweg die dwars door de Alpen loopt.
Bischofshofen is een bekende en populaire wintersportlocatie. Het is de vierde en laatste bestemming van het Vierschansentoernooi dat jaarlijks gehouden wordt. Dit bekendste toernooi in de schansspringsport begint in Oberstdorf en doet verder Garmisch-Partenkirchen en Innsbruck aan om uiteindelijk te eindigen in Bischofshofen.

## Bekende inwoners
- Hannes Schroll (1909–1985), Oostenrijks-Amerikaans alpineskiër
- Wolfgang Reinhardt (1928), Oostenrijks componist en muziekpedagoog

Altenmarkt im Pongau ·
Bad Gastein ·
Bad Hofgastein ·
Bischofshofen ·
Dorfgastein ·
Eben im Pongau ·
Filzmoos ·
Flachau ·
Forstau ·
Goldegg im Pongau ·
Großarl ·
Hüttau ·
Hüttschlag ·
Kleinarl ·
Mühlbach am Hochkönig ·
Pfarrwerfen ·
Radstadt ·
St. Johann im Pongau ·
St. Martin am Tennengebirge ·
St. Veit im Pongau ·
Schwarzach im Pongau ·
Untertauern ·
Wagrain ·
Werfen ·
Werfenweng
- Gemeinsame Normdatei: 4225515-6
- Library of Congress Control Number: n98061834
- MusicBrainz: 78ebbea8-e3a7-452c-8869-67da5fc1cb41
- Nationale Bibliotheek van Tsjechië: ge691079
- Nationale Bibliotheek van Israël: 987007535829905171
- Virtual International Authority File: 123334160
- WorldCat: E39PBJmDhyhPrgtWdVdWBbh8md